# 긴급출동 24시의 방영 목록
아래는 KBS 1TV의 시사교양 프로그램으로 사건 프로그램으로 방송된 긴급출동 24시의 방영 목록이다.

## 방송 회차

### 2013년
| 회차 | 방송일    | 코너          | 제목 (원제)                                                                                |
| ---- | --------- | ------------- | ------------------------------------------------------------------------------------------ |
| 1    | 4월 8일   | 현장출동      | 봄철 산불 비상! 불과 싸우는 사람들                                                         |
| 1    | 4월 8일   | 사건의 재구성 | 불은 알고 있다 - 화재 감식 전문가 서문수철 경사                                            |
| 1    | 4월 8일   | 별이 되다     | 中 불법어선 단속 중 안타깝게 순직한 이청호 경사                                            |
| 2    | 4월 15일  | 현장출동      | 성매매 공화국을 무너뜨린다! 경기지방경찰청 성매매 특별단속반                               |
| 2    | 4월 15일  | 사건의 재구성 | 할 수 있는 말보다 하지 못하는 말이 더 많다! 국내 프로파일러 1호 경찰수사연수원 권일용 교수 |
| 2    | 4월 15일  | 별이되다      | 끝까지 놓지 않은 범인의 손 성남수정경찰서 이기홍 경장                                      |
| 3    | 4월 22일  | 현장출동      | 마약과의 끝없는 전쟁! 성남수정경찰서 마약수사팀                                            |
| 3    | 4월 22일  | 사건의 재구성 | 의문의 백골, 그 정체는? '화성 우음도 백골 사건'                                            |
| 3    | 4월 22일  | 별이되다      | '시신 없는 영결식' - 정옥성 경위                                                           |
| 4    | 4월 29일  | 현장출동      | 마약 청정국의 마지막 마약 저지선을 지켜라! 인천공항세관 마약조사과                         |
| 4    | 4월 29일  | 사건의 재구성 | 대법원 무죄 판결에 묻힌 보험살인극의 진실을 찾다! 서울경찰청 장기미제사건전담팀            |
| 4    | 4월 29일  | 별이되다      | 화염도 두렵지 않게하는 말 "안에 사람이 있어요" 서울서부소방서 김철홍 소방관                |
| 5    | 5월 6일   | 현장출동      | 위조 명품 잡는 저승사자! 짝퉁 단속 수사관                                                  |
| 5    | 5월 6일   | 사건의 재구성 | 의문의 살인사건... 과연 누가 진범인가? 경기 연천경찰서 강력팀                              |
| 5    | 5월 6일   | 별이되다      | 모범 경찰관의 안타까운 순직 - 강명희 경감                                                  |
| 6    | 5월 13일  | 현장출동      | 무법지대를 지켜라! 시민 안전 최전방, 지구대 24시 부천원미경찰서 중앙지구대                 |
| 6    | 5월 13일  | 사건의 재구성 | 소리 없는 증인! 혈흔은 알고 있다 국립과학수사연구원 혈흔형태분석관 서영일 박사             |
| 6    | 5월 13일  | 별이되다      | 생명줄인 자신의 산소호흡기를 벗고 순직한 경기 용인소방서 박재석 소방관                     |
| 7    | 5월 20일  | 현장출동      | 24시간 시민의 안전과 재산을 지킨다! 인천 부평소방서 119 구조대                             |
| 7    | 5월 20일  | 사건의 재구성 | 두 얼굴의 범인을 잡아라! 경기 이천경찰서 강력팀                                            |
| 7    | 5월 20일  | 별이되다      | 국민의 안전을 위해 희생한 이승언 소방위                                                    |
| 8    | 5월 27일  | 현장출동      | 끝까지 추적하여 반드시 징수한다 서울시청 38세금징수과                                      |
| 8    | 5월 27일  | 사건의 재구성 | 한국판 셜록홈즈가 말하는 밀실 살인 사건의 비밀! 서울중랑경찰서 형사과 박동주 과장          |
| 8    | 5월 27일  | 별이되다      | 불법조업 어선 나포를 위한 끈질긴 추적 목포해양경찰서 박경조 경위                           |
| 9    | 6월 3일   | 현장출동      | 꽃게철의 불청객, 중국 불법 어선과의 전쟁 선포! 인천 해경 특수 기동대                       |
| 9    | 6월 3일   | 사건의 재구성 | 실종된 미모의 여성 CEO... 진실을 숨긴 두 남자! 서울성동경찰서 실종전담팀 & 주폭전담팀      |
| 9    | 6월 3일   | 별이되다      | '자기 자신 보다 가족을 먼저 생각했던 아이입니다..' 북한의 포격 도발에 전사한 문광욱 일병   |
| 10   | 6월 10일  | 현장출동      | 도로 위의 흉기로부터 시민을 지킨다 경기도 광명경찰서 교통과                                |
| 10   | 6월 10일  | 사건의 재구성 | 유괴 19시간, 그 피 말리는 검거의 순간! 경남지방경찰청 수사과 강력계 이상지 경위            |
| 10   | 6월 10일  | 별이되다      | 누군가를 위해 화염 속에 몸을 던지다 칠곡소방서 최희대 · 김성훈 소방관                      |
| 11   | 6월 17일  | 현장출동      | 자동차와 관련된 모든 범죄를 쫓는다 서울지방경찰청 교통범죄수사팀                           |
| 11   | 6월 17일  | 사건의 재구성 | 노인과 바다.. 소리로 범인을 잡는다! 보성경찰서 강력 팀                                     |
| 11   | 6월 17일  | 별이되다      | '국가가 부르면 언제든지..' - 박형진 대령                                                   |
| 12   | 7월 1일   | 현장출동      | 육해공을 책임지는 대한민국의 보디가드! 서울시 소방재난본부 119 특수구조단                  |
| 12   | 7월 1일   | 사건의 재구성 | 3연속 완전범죄! 그 완벽한 알리바이를 깨다! 부산 사하경찰서 형사과 지역형사 4팀 장영권 경감 |
| 12   | 7월 1일   | 별이되다      | 제2의 화재를 막기 위해 연기 속으로 몸을 던지다 창원소방서 서준호 소방관                    |
| 13   | 7월 8일   | 사건의 재구성 | 전격공개 국립과학수사연구원 부검실! 박혜진 법의학과장                                      |
| 13   | 7월 8일   | 별이되다      | 쉬는 날에도 환자를 위해 출동, 헬기사고로 숨진 선효선 소령                                  |
| 14   | 7월 15일  | 현장출동      | 전동차 한 칸! 시민과 범죄자를 가려라! 국토교통부 서울지방철도경찰대                        |
| 14   | 7월 15일  | 사건의 재구성 | CCTV로 재구성한 148시간, 잔인한 살인의 진실! 광주 광산경찰서 임병순 경위                   |
| 14   | 7월 15일  | 별이되다      | 폭우 속, 고립된 가족을 위해 온몸을 던지다 육군 1군단 김만호 원사                           |
| 15   | 7월 22일  | 현장출동      | 하늘 위의 응급실, 닥터 헬기                                                                |
| 15   | 7월 22일  | 사건의 재구성 | 음주사고 합의금 뜯은 10대 꽃뱀 사기단, 서울지방경찰청 김홍주 팀장                          |
| 15   | 7월 22일  | 별이 되다     | 국민의 안전을 위해서라면... 고상덕 경감                                                    |
| 16   | 7월 29일  | 현장출동      | 한강이 집어삼킨 시민을 구하라! - 한강수난구조대                                            |
| 16   | 7월 29일  | 사건의 재구성 | '지적 장애 고아'의 억울한 죽음을 밝히다! 경기도 광주경찰서 지능범죄수사팀 정창호 경위      |
| 16   | 7월 29일  | 별이 되다     | 무너지는 건물 안으로 뛰어들다! 경기 이천소방서 윤재희 소방관                               |
| 17   | 8월 5일   | 현장출동      | 남수단의 평화를 지킨다! - 유엔평화유지군 한빛부대                                          |
| 18   | 8월 19일  | 현장출동      | 1천 2백만 피서객의 안전을 지켜라! 해운대 여름해양경찰서                                    |
| 18   | 8월 19일  | 사건의 재구성 | 그녀의 증거 없는 살인사건을 밝혀라! 광주지방검찰청 배석기 검사                             |
| 18   | 8월 19일  | 별이 되다     | 동료를 구하기 위해 폭발하는 수류탄을 가슴에 품다 육군 35사단 김범수 대위                   |
| 19   | 8월 26일  | 현장출동      | 여름 휴가철 고속도로 안전, 우리가 지킨다! 경기지방경찰청 고속도로 순찰대                   |
| 19   | 8월 26일  | 사건의 재구성 | ‘살인범의 DNA’ 국립과학수사연구원 유전자감식팀 조남수 연구원                               |
| 19   | 8월 26일  | 별이되다      | 마지막 구조의 순간까지 자신을 희생하다 서병길 소방위                                       |
| 20   | 9월 2일   | 현장출동      | 외국인범죄 우발지역! 내외국인 모두의 안전을 지켜라! 영등포경찰서 대림파출소                |
| 20   | 9월 2일   | 사건의 재구성 | 살인 현장에 남은 240mm 발자국의 진실! 부산연제경찰서 형사 1팀 서무성 경위                  |
| 20   | 9월 2일   | 별이되다      | 실종된 여중생을 구하기 위해 급류 속으로 뛰어들다 대구동부소방서 이국희 소방관              |
| 21   | 9월 9일   | 현장출동      | 갈수록 늘어가는 외국인 범죄의 뿌리를 뽑는다! 서울지방경찰청 국제범죄수사대                 |
| 21   | 9월 9일   | 사건의 재구성 | 영혼의 살인범 안양동안경찰서 강력계장 이영노 반장                                          |
| 21   | 9월 9일   | 별이되다      | 추석 연휴, 화재 진화 중 건물 붕괴로 순직한 오관근 소방위                                   |
| 22   | 9월 16일  | 현장출동      | 반드시 검거한다! 억대 악성사기꾼 검거의 달인! 서울금천경찰서 악성사기수배자검거팀          |
| 22   | 9월 16일  | 사건의 재구성 | 거짓 알리바이 속, 숨겨진 범인을 찾아라! 안양동안경찰서 김철홍 형사                         |
| 22   | 9월 16일  | 별이되다      | 추석날, 기다리는 어머니를 남겨두고 떠난 마지막 출동 남양주소방서 김성은 소방관             |
| 23   | 9월 23일  | 현장출동      | 우리 먹거리를 사수하라! 국립수산물품질관리원 원산지 특별 단속팀                            |
| 23   | 9월 23일  | 사건의 재구성 | 이상한 죽음 - 서울강북경찰서 강진엽 경위                                                   |
| 23   | 9월 23일  | 별이되다      | 범죄현장 조사 중 순직한 남재근 경감                                                        |
| 24   | 9월 30일  | 현장출동      | 국민을 위협하는 생활 범죄를 뿌리 뽑는다! 경기지방경찰청 생활질서계                         |
| 24   | 9월 30일  | 사건의 재구성 | 세상에서 가장 작은 증인, 미세증거물! 국립과학수사연구원 미세증거물 연구실 김명덕 실장      |
| 24   | 9월 30일  | 별이되다      | 도로 위로 떨어지는 낙석을 막기위해 온 몸을 던지다 울릉경찰서 서면파출소 최철호 순경        |
| 25   | 10월 14일 | 현장출동      | 잿더미 속의 진실을 밝힌다! 서울지방경찰청 과학수사계 화재·폭발감식팀                       |
| 25   | 10월 14일 | 사건의 재구성 | 불에 탄 소파의 소리 없는 증언 서울지방경찰청 과학수사계 화재·폭발감식팀 이상준 팀장        |
| 25   | 10월 14일 | 별이되다      | 두 모범 경찰관의 안타까운 순직 남호선 경감, 전현호 경위                                    |
| 26   | 10월 21일 | 현장출동      | 4대악 척결! 국민 안전의 최전방을 가다! 서울지방경찰청                                      |
| 26   | 10월 21일 | 사건의 재구성 | 영혼의 파괴자! 추악한 범죄의 진실 서울지방경찰청                                           |
| 26   | 10월 21일 | 별이되다      | 감전된 주민을 위해 빗속으로 뛰어든 화천경찰서 상서파출소 배근성 경위                       |
| 27   | 11월 4일  | 현장출동      | 불법 도박과의 전쟁! 사행산업통합감독위원회                                                 |
| 27   | 11월 4일  | 사건의 재구성 | 한 여자와 세 남자 대전둔산경찰서 강력4팀                                                   |
| 27   | 11월 4일  | 별이되다      | 타국의 땅에서 잠들다 윤장호 하사                                                           |
| 28   | 11월 11일 | 현장출동      | 하이패스 체납액 100억 원! 얌체 체납자를 잡아라! 한국도로공사 체납징수팀                    |
| 28   | 11월 11일 | 사건의 재구성 | 백골의 주검, 그 억울한 죽음의 비밀을 밝히다 청주상당경찰서 지능팀 한성동 경감              |
| 28   | 11월 11일 | 별이되다      | 구제역을 막기 위해 온 몸을 던지다! 상주보건소 김원부 보건의                                |
| 29   | 11월 18일 | 현장출동      | 두 얼굴의 도시! 홍익 지구대 24시! - 홍익지구대                                             |
| 29   | 11월 18일 | 사건의 재구성 | '은밀한 기대' 수원 곡선지구대 한창우 형사                                                  |
| 29   | 11월 18일 | 별이되다      | 하늘과 비행기를 좋아하던 천상 조종사 김완희 대위                                           |
| 30   | 11월 25일 | 현장출동      | 절망의 도시, 타클로반에 희망을! 대한민국 해외 긴급구호대                                   |
| 31   | 12월 2일  | 현장출동      | 가출 청소년! 범죄의 고리를 차단하라! 천안서북경찰서 형사과                                 |
| 31   | 12월 2일  | 사건의 재구성 | 괴담이 현실로, 연쇄 퍽치기 사건! 서울영등포경찰서 김문상 경위                              |
| 31   | 12월 2일  | 별이되다      | 14명의 부하를 구하기 위해 지뢰밭에 온 몸을 던진 육군 15사단 38연대 승리부대 이동진 대위    |
| 32   | 12월 9일  | 현장출동      | 보이지 않는 범죄자의 치열한 두뇌싸움! 인천지방경찰청 사이버 수사대                         |
| 32   | 12월 9일  | 사건의 재구성 | 현장에 떨어진 열쇠뭉치! 살인 사건의 진실을 밝히다! 성주경찰서 강력팀 백운복 경위           |
| 32   | 12월 9일  | 별이되다      | 한명이라도 더 살릴 수 있다면... 불길 속으로 뛰어든 부산북부소방서 김영식 소방관            |
| 33   | 12월 16일 | 현장출동      | 생사의 갈림길, 5분을 지켜라! 안산소방서 119구조구급대                                      |
| 33   | 12월 16일 | 사건의 재구성 | CCTV 사각 지대, 사라진 8분의 진실 대전서부경찰서 정진용 형사                               |
| 33   | 12월 16일 | 별이되다      | 강한 의협심으로 도주차량을 마지막까지 추격한 전종민 경위                                   |
| 34   | 12월 23일 | 현장출동      | 악질 수배자, 지구 끝까지 추적한다! 서울관악경찰서 주요 지명수배자 검거팀                   |
| 34   | 12월 23일 | 사건의 재구성 | "귀때기 형사"의 고군분투! 부천소사경찰서 강력팀 정춘근 경위                                |
| 34   | 12월 23일 | 별이되다      | 크리스마스 제설작업에 온 몸을 던진 경기도청 이주영 사무관                                  |